# Xiphidiopicus percussus
El carpintero verde, guasusa, jorre jorre o ruan (Xiphidiopicus percussus) es una especie de ave endémica de Cuba, al igual que su género, del que es la única especie. Pertenece a la familia Picidae del orden Piciformes. Es una de las aves más bellas de Cuba

## Nombres
En griego xiphos es “espada”, e idio es “propio” y en latín picus es “pájaro carpintero o pico” es decir “pico con espada propia”. En Hispanoamérica los picidae son llamados “carpinteros” y en España se llaman “picos”. Percussus en latín deriva de percutir o golpear, insulaepinorum es “de Isla de Pinos”, monticola es “del monte”, gloriae es “dedicado a Gloria”, cocoensis es “de Cayo Coco”.

## Distribución
Es común en toda Cuba, pero solo es frecuente en áreas boscosas. Pueden ser bosques secos, de pinos, semicaducifolios, o costeros.

## Subespecies
- X. p. percussus, ( Temminck), 1826, de la Isla de Cuba y muchos cayos.
- X. p. insulaepinorum, Bangs, 1910, de Isla de la Juventud
- X. p. monticola, Garrido, 1971, de Cupeyal, Baracoa, en Guantánamo.
- X. p. gloriae, Garrido, 1971, de Cayo Cantiles
- X. p. cocoensis, Garrido , 1978 , de Cayo Guillermo

## Descripción
Miden unos 23 cm de largo (la hembra ligeramente más pequeña). La espalda es verde oliváceo intenso y el pecho y el vientre son amarillos con rayados longitudinales oscuros que en el abdomen se consolidan a los lados formando bandas negras. La cabeza es blanca por los lados con una banda negra detrás del ojo, y la corona (desde la frente a la nuca) en el macho es roja y en la hembra es rayada de negro y blanco delante y roja detrás. En la garganta abajo y la parte alta del pecho tienen una mancha roja. El pico es azuloso, el iris del ojo rojo y las patas gris-verdosas. Los inmaduros tienen el dorso más opaco, la garganta y pecho alto negros y la corona roja. 
Sus voces de reclamo suenan “tajá” y “roán” o “jorr” repetidas. Andan en bandos pequeños o aparejados. Vuelan sonoramente a diferencia de los otros carpinteros cubanos. Picotean los troncos, con golpes que tamborilean. Buscan su alimento debajo de la corteza y entre las ramas y hojas sin bajar nunca al suelo. Son muy activos y ágiles. Pueden pararse en las ramas en posiciones invertidas. Comen insectos, larvas y ranas pequeñas, y también pequeños frutos.

## Nidos
Nidifican entre enero y agosto. Hacen sus nidos excavando en troncos de árboles muertos o vivos, a más de 2 metros del suelo, un hoyo de entrada circular pequeña, profundizado hacia abajo. En marzo ponen de 3 a 4 huevos blancos que miden 2,7 cm de largo por 2 cm de ancho. El sonido del vuelo es la señal de recambio para que la pareja que incuba salga del nido.